# Веретье-2 (Рыбинск)
Веретье-2 — микрорайон в городе Рыбинске Ярославской области.

## География
Расположен к западу от городского центра и завода "НПО «Сатурн».
Микрорайон имеет трапециевидную форму. Ограничен улицей Глебовская на северо-западе и улицей Расторгуева на юго-востоке. На северо-востоке — улицами 50 лет ВЛКСМ и Бабушкина. На юго-западе фактической границей является железнодорожная линия Рыбинск-Пассажирский — Шлюзовая.
Граничит с микрорайонами Веретье-1, Веретье-3, Шанхай (Веретье-4), Прибрежный, Юго-западной промзоной. На северо-западе — с Пузыревым полем (перспективной территорией для строительства).

## Топоним
Название микрорайона произошло от деревни «Веретье». Там раньше были две деревни: Веретье и Гладкая.
Номерное название официальное, и, как отмечает топонимист Роман Разумов такие названия, как Веретье-1, Веретье-2, Веретье-3 «очевидно, трудны в повседневном использовании, поэтому их употребление ограничено юридическими документами и названиями остановок общественного транспорта» (например, «Веретье-2»).
Неофициальное название — «Варшава», изменённое название улицы Ворошилова.

## История
В августе 1965 года на рассмотрение городского градостроительного совета был вынесен новый генеральный план Рыбинска (разработан планировочной мастерской № 4 «Ленгипрогора», руководитель А. Синявер, главный архитектор В. П. Мухин). В частности, было предложено строительство второго моста через Волгу, который стал бы кратчайшим путем между новыми районами Веретья на правом берегу и посёлка Волжский на левом (Махнин, 138—139).

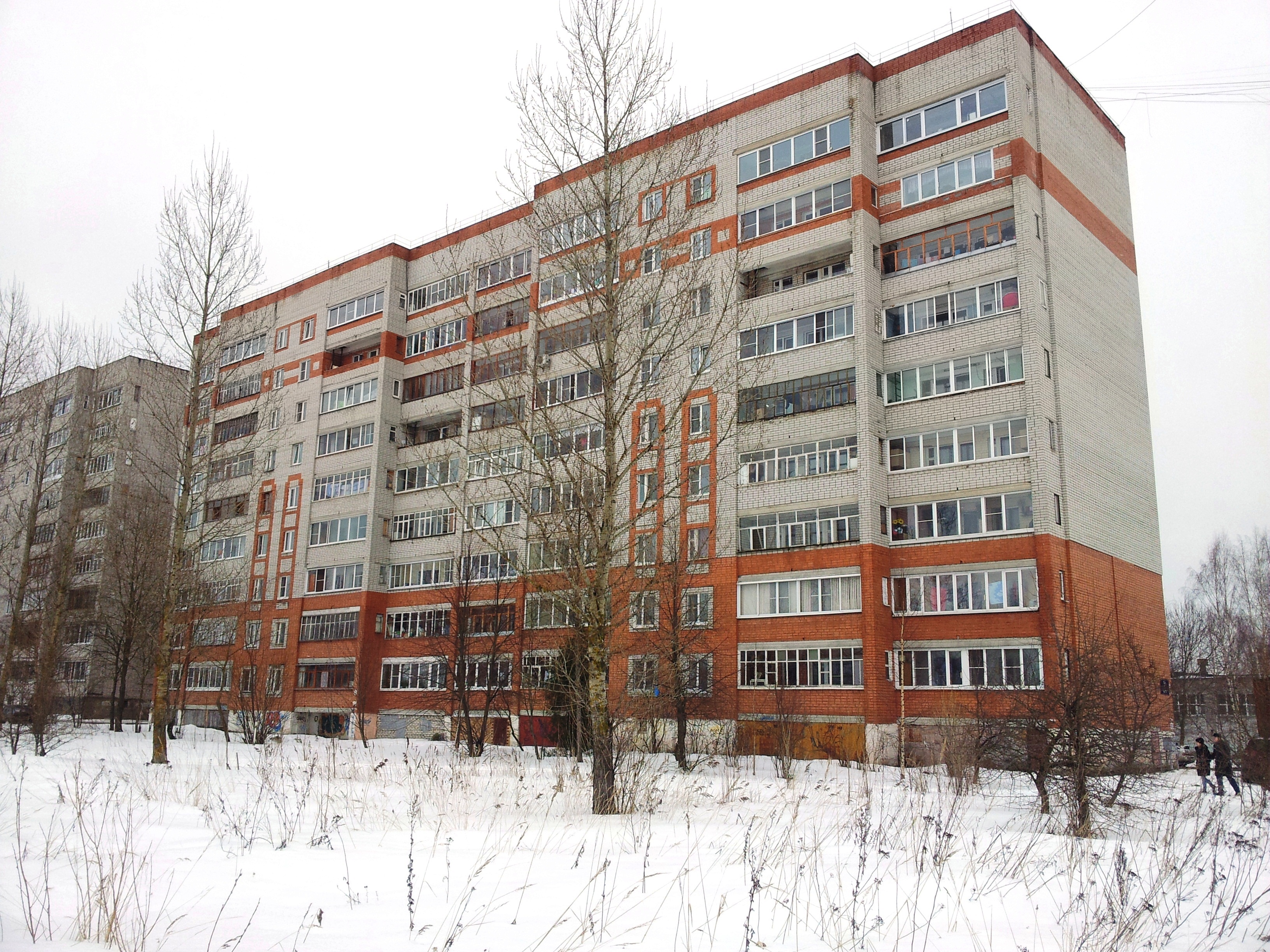
9-этажный кирпичный жилой дом серии 114-85 на проспекте Мира

Микрорайон Веретье-2 начал формироваться в годы массового строительства.
Во второй половине 1960-х годов, началась застройка микрорайона панельными домами-хрущёвками серий 1-464. Дома данного типа располагаются параллельно, под углом к улице Ворошилова, и ориентированы практически идеально вдоль линии север-юг. Также было построено несколько кирпичных пятиэтажных домов серии 1-447 на юго-западе микрорайона, вдоль предполагаемого, но так и не продленного проспекта Революции.
С 1972 года была начата застройка пятиэтажными панельными домами новой планировки серии 111-121. Данные дома расположены в основном вдоль улицы Ворошилова тремя жилыми группами по 5 домов, образующими внутренние дворы.
Таким образом, пятиэтажки занимают большую часть площади микрорайона.
На востоке и севере по периметру жилой части микрорайона построены 9-этажные кирпичные и панельные дома с квартирами улучшенной (1-447С-47) и новой планировки (114-85, 121-043).
Своеобразная высотная доминанта района — 13-этажный кирпичный жилой дом на юго-западе микрорайона по адресу Ворошилова, 1, один из самых высоких домов Рыбинска (наряду с 12-этажным домом на площади Маршала Жукова). Дом был известным долгостроем и введен в эксплуатацию только в середине 2000-х.
В советские годы планировалось продолжение застройки района в сторону деревни Макарово, но из-за нехватки средств строительство отложили до лучших времен. До сегодняшнего дня там можно наблюдать пустое поле Пузырево, подготовленное под застройку.
В 2019 году впервые отметили праздник «День микрорайона „Веретье-2“»

## Инфраструктура
В микрорайоне располагаются две школы (№ 27, № 29), 2 детских сада. На северо-восточной границе расположен спортивный комплекс «Метеор» с бассейном и стадионом.
Торговля представлена продуктовыми универсамами сетей «Дружба», «Магнит», «Молодежный». На северо-востоке микрорайона находится самый крупный в Рыбинске торгово-развлекательный центр с гостиницей «Vikonda».

## Транспорт
Автобусное и троллейбусное движение идет по улицам Ворошилова и Глебовская.
В микрорайоне расположены 2 конечные остановки: на юге — т. н. «Варшавское кольцо», на севере — возле троллейбусного парка. Поэтому все городские троллейбусные маршруты охватывают микрорайон Веретье-2.

## Интересные факты
- Микрорайон Веретье-2 единственный в Рыбинске имеет сразу 2 проспекта — Мира и Революции, по которым имеется адресация, но отсутствует сама дорога. Проспект Революции по плану должен пройти параллельно железнодорожной ветке на юго-западе микрорайона. Реально проспект существует только вдоль микрорайона Веретье-3, а до Веретье-2 он не продолжен. Проспект Мира должен был пройти на северо-западе микрорайона от улицы 50 лет ВЛКСМ в сторону микрорайона Переборы. При строительстве ТРЦ «Vikonda» вдоль предполагаемой трассы проспекта было построено 4-полосное спрямление от улицы 50 лет ВЛКСМ до перекрестка улиц Бабушкина — Глебовская — Гражданская.

- В глубине микрорайона существует кусочек частного сектора, уцелевший при застройке и адресуемый по ул. Глебовской.